# Ait Imour
Ait Imour  (in arabo أيت ايمور‎?) è un centro abitato e comune rurale del Marocco situato nella prefettura di Marrakech, regione di Marrakech-Safi. Conta una popolazione di 14 544 abitanti (censimento 2014).